# Borys Mokrzyszewski
Borys Aleksander Mokrzyszewski (ur. 7 lutego 1924 w Katowicach, zm.?) – dziennikarz radiowy.

## Życiorys
Syn Jerzego i Pelagii. Przed wybuchem II wojny światowej ukończył trzy klasy gimnazjum w Warszawie. W latach 1940–1942 na robotach przymusowych w III Rzeszy, po ucieczce z robót ukrywał się w Warszawie, gdzie pracował w różnych firmach jako pracownik umysłowy i uczył się na tajnych kompletach. Podczas powstania warszawskiego wywieziony do obozów w Stutthof i Rogowie pod Toruniem.
Po wyzwoleniu z obozu osiadł w Gdańsku, wstąpił do Milicji Obywatelskiej. Od 1945 w PPR, od 1948 w PZPR. Służbę w MO zakończył w 1948 na stanowisku Zastępcy Komendanta Miasta Gdańska. Od 1946 pisywał do gazet oraz współpracował z gdańską rozgłośnią Polskiego Radia. Od 1949 był dziennikarzem radiowym w Gdańsku, pełnił m.in. funkcję kierownika działu polityczno-informacyjnego, następnie redaktora naczelnego rozgłośni radiowych w Lublinie i Bydgoszczy. W latach 1955–1958 studiował historię na Uniwersytecie Mikołaja Kopernika w Toruniu, studiów jednak nie ukończył. Od 1958 w we Wrocławiu, gdzie z czasem awansował na stanowisko redaktora naczelnego rozgłośni PR we Wrocławiu (1960–1973). W 1973 został korespondentem Polskiego Radia i Telewizji w Pradze, gdzie w okresie 1977–1979 był kierownikiem Biura Polskiego Radia i Telewizji. Po powrocie z Czechosłowacji w latach 1979–1984 dziennikarz telewizyjny w Warszawie (w międzyczasie, w latach 1981–1982, redaktor naczelny regionalnego ośrodka Polskiego Radia i Telewizji we Wrocławiu).

## Ordery i odznaczenia
- Order Sztandaru Pracy II klasy (1964)[4]
- Srebrny Krzyż Zasługi (1954)[3]
- Medal 10-lecia Polski Ludowej (1955)[5]